# Brachyhesma apicalis
Brachyhesma apicalis là một loài Hymenoptera trong họ Colletidae. Loài này được Exley mô tả khoa học năm 1969.